# Vojna v severni Afriki
Vojna v Severni Afriki je bilo eno izmed šestih glavnih bojišč druge svetovne vojne. Boji na tem bojišču so potekali v današnjem Egiptu, Alžiriji, Libiji, Tuniziji, Maroku, Etiopiji, Somaliji in Madagaskarju. Prvi večji boji so se začeli po 10. juliju 1940, ko je Italija napovedala vojno Združenemu kraljestvu in napadla Egipt in britansko Somalijo. Sledila je angleška ofenziva v kateri je bila italijanska vojska poražena. Da Italija ne bi izgubila popolnega nadzora nad svojimi afriškimi kolonijami, je Hitler v severno Afriko poslal Afriški korpus, kateremu je poveljeval feldmaršal Erwin Rommel. Sledila je serija bitk na ozemlju Libije in Egipta, v katerih je bila britanska armada večkrat poražena zato se je bila prisiljena umakniti do mesta El Alamein. Oktobra 1942 je v tem mestu prišlo do odločilne bitke v kateri je bil nemški afriški korpus poražen in se je moral umakniti vse do Tunizije. Novembra 1942 so se v francoskem Maroku in Alžiriji izkrcale anglo-ameriške enote, ki so nato skupaj z britanskimi enotami iz vzhodne Afrike napadle ostanke afriškega korpusa v Tuniziji. Zaradi močne zavezniške armade in nenehnih težav z oskrbo je bila nemška vojska maja 1943 dokončno poražena, sledil je kaotični umik iz Severne Afrike. Boji so se zaključili 16. maja 1943.

## Predhodni dogodki
Tako kot ostale evropske države se je tudi Italija v drugi polovici 19. stoletja začela zanimati za kolonije. Najprej si je priključila Eritrejo in del Somalije nato pa si je poizkušala priključiti še Etiopijo vendar ji je to kar dvakrat zapored spodletelo. V italijansko-turški vojni med letoma 1911 in 1912 si je prisvojila še Libijo. Z vzponom Mussolinija na oblast v dvajsetih letih dvajsetega stoletja se je italijanska kolonialna politika še bolj zaostrila. Oktobra 1935 je Italija še tretjič napadla Etiopijo in tokrat zmagala. Mussolini je s pridobivanjem novih ozemelj želel ustvariti nekakšno Veliko Italijo oz. sodoben rimski imperij, ki mu bo vladal. V skladu s temi načrti je leta 1939 napadel  Albanijo nato pa še Grčijo kjer se je njegova osvajalna avantura klavrno končala.
Izbruh druge svetovne vojne 1. septembra 1939 je dal Mussoliniju novo možnost, da skupaj s svojim prijateljem Hitlerjem poveča ozemlje. Tega je želel razširiti na Jugoslavijo, južno Francijo, Korziko, Malto, Alžirijo, francosko Somalijo in Maroko, Egipt in Sudan. Opogumljen od nemških obljub je Mussolini 10. junija 1940 napovedal vojno Združenemu kraljestvu in Franciji. Vojno na katero Italija ni bila niti najmanj pripravljena.

## Vojna v puščavi
Dan po razglasitvi sovražnosti se v puščavi začnejo prve vojaške operacije. Angleži so se na možnost vojne dobro pripravili, že prvi dan vojne na sovražnikovo ozemlje izvedejo več vpadov v katerih zajamejo večje število italijanskih vojakov. 16. junija napadejo in zavzamejo italijanski utrdbi Fort Capuzzo in Fort Maddalena, na cesti Tobruk-Bardia pa napadejo konvoj tovornjakov in pritem zajamejo italijanskega generala. Konec junija zaradi prijateljskega ognja v letalski nesreči umre poveljnik italijanskih sil v severni Afriki general Italo Balbo. Nadomesti ga general Rodolfo Graziani. V naslednjih tednih se v puščavi Libije odvijajo številni manjši spopadi v katerih se izkaže, da je italijanska vojska popolnoma nesposobna izvajati večje vojaške operacije izven utrjenih postojank. O tem pričajo tudi njihove izgube, v dveh mesecih vojne Italijani izgubijo kar 3.000 vojakov medtem ko jih Angleži izgubijo le okoli sto.
Devetega septembra 1940 italijanska vojska po ukazu Benita Mussolinija preide v ofenzivo in napade Egipt, britanska vojska se ne upira in se umakne v notranjost Egipta. Ofenziva ne traja dolgo, že 16. septembra se napredovanje zaradi logističnih težav ustavi. Med čakanjem na okrepitve Italijani v puščavi oblikujejo več utrjenih postojank iz katerih nato patruljirajo in izvajajo manjše bojne akcije na sovražnikovo ozemlje. Medtem ko Italijani čakajo na okrepitve Britanci 9. decembra sprožijo operacijo Kompas, ki italijansko vojsko ujame popolnoma nepripravljeno. Večina italijanskih postojank v puščavi je kmalu po napadu odrezanih od zaledja in obkoljenih, že drugi dan ofenzive pade Sidi Barrani vda se več kot 20.000 italijanskih vojakov. Petega januarja 1941 po hudih bojih pade Bardia, 22. januarja pa še Tobruk, kmalu zatem se britanskega napredovanja vzdolž Sredozemskega morja ni dalo več ustaviti. V italijanskem poveljstvu medtem zavlada panika, v samo dveh mesecih bojev je 150.000 glava dobro oborožena italijanska vojska izgubila 118.000 vojakov proti britanski ki ni štela več kot 36.000 vojakov in je imela tudi slabšo opremo in oborožitev. Po operaciji, ki se je zaključila 9. februarja se je preostanek italijanske vojske umaknil v El Agheil, kjer je počakala na nemško pomoč.
Maja 1941 so v Severno Afriko začele prihajati prve enote afriškega korpusa, ki jim je poveljeval prekaljeni general Erwin Rommel. Naloga korpusa je bila zaščita italijanskih zaveznikov pred popolnim porazom v severni Afriki. Medtem je britanska vojska, ki se je preimenovala v 13. korpus, začela postavljati obrambne položaje. Čeprav je bilo Rommlu ukazano, da mora izvajati izključno obrambno vlogo je ta marca začel izvajati manjše ofenzivne operacije ki pa so se nato razvile v večjo ofenzivo. Britanski 13. korpus, ki je medtem večino svojih vojakov poslal v Grčijo, se ni moral učinkovito upirati nemškim napadom, zato se je umaknil v Tobruk in na Libijsko-Egiptovsko mejo. Aprila se je začelo obleganje Tobruka, na vzhodu fronte pa so Nemci že prišli do prelaza Halfaya kjer se je njihovo napredovanje ustavilo. Ker je Tobruk skupaj s svojim pristaniščem ostal v britanskih rokah so se zaradi velikih razdalj začele Nemcem pojavljati težave z oskrbo, da bi te rešili so morali zavzeti Tobruk. Tega so se Britanci dobro zavedali, zato so z operacijama Brevity in Battleax poizkušali osvoboditi ujeto garnizijo, vendar sta obe operaciji v nekaj dneh klavrno propadli. Septembra je sledilo je reformiranje britanskih sil, ki so se preimenovale v 8. armado, nato pa so Britanci novembra 1941 izvedli uspešno operacijo Crusader, ki je Nemce in Italijane pregnala nazaj na obrambno črto El Agheila iz maja 1941. Obleganje Tobruka se je končalo 27. novembra 1941, zadnje operacije pa so se zaključile januarja 1942. Zatišje ni trajalo dolgo, junija je Rommel, potem ko je prejel sveže okrepitve, iz Tripolija ponovno krenil v napad in Britance porazil pri Gazali, nekoliko pozneje pa je padel tudi Tobruk. Sledil je britanski umik globoko v Egipt, napredovanje Nemcev se je ustavilo šele julija 1942, ko je prišlo do prve bitke pri El Alameinu.

## Preobrat
Čeprav je bilo nemško napredovanje v Egipt ustavljeno v prvi bitki za El Alamein, je kljub temu prišlo do krize v zavezniškem poveljstvu, Churchill ni bil nad dogajanjem v severni Afriki niti najmanj zadovoljen zato je zahteval takojšnje ukrepanje. General Harold Alexander se je odločil, da bo dotedanjega poveljnika 8. armade generala Auchinlecka zamenjal z generalom Williamom Gottom. Še preden pa je novi general prevzel poveljstvo je bilo njegovo letalo sestreljeno, letalske nesreče ni preživel nihče. Gotta je zamenjal takrat malo znani in nepriljubljen general Bernard Montgomery, ki je v naslednjih letih vojne krojil usodo številnih bojišč v Afriki in Evropi in se s tem povzdignil v enega najbolj slavnih generalov druge svetovne vojne.
Montgomery se je po prevzemu poveljstva takoj lotil dela. Najprej je iz poveljstva odstavil podrejene, ki mu niso ustrezali ali so bili nesposobni poveljevanja, nato pa je vojake oskrbel z novim orožjem in opremo. Izboljšale so se tudi ostale razmere v armadi kar je pozitivno vplivalo na moralo vojakov, tako da so ti začeli verjeti v zmago in poraz »puščavskega lisjaka« kot so pravili Rommlu. Tako kot od sebe je tudi od vojakov zahteval nenehno urjenje kar je 8. armadi vlilo pogum, vojaki pa so na koncu celo vzljubili poniževalni vzdevek »puščavske podgane«, ki so ga dobili po številnih izgubljenih bitkah. 
Priprave na napad so bile temeljite. Najprej je Montgomery sprožil operacijo Bertram s katero je nemško armado prepričal, da bo do glavnega napada prišlo na jugu fronte ob neprehodni depresiji Qattara. Na predvečer velikega napada pa je nameraval sprožiti še operacijo Lightfoot v kateri bi inženirci v t. i. hudičevih vrtovih oz. obsežnih minskih poljih izsekali dva koridorja po katerih bi potekal glavni britanski napad. Na drugi strani fronte se je nemški Afriški korpus srečeval s popolnoma drugimi problemi. Zaradi kroničnih logističnih težav je nemška armada dobivala le 33 % sredstev, ki jih je potrebovala za svoje delovanje. Najbolj kritično je bilo z gorivom in tanki, Nemci so pred El Alameinom imeli 500 tankov medtem ko so jih Britanci imeli še enkrat toliko, tudi letalstvo je bilo na britanski strani. Bitka za Alam el Haelfo, oktobra 1942, je nemško armado dodobra izčrpala zato Nemcem ni preostalo drugega kot da se vkopljejo in počakajo na nove okrepitve. Njihova obramba je temeljila na obsežnih minskih poljih in poljih žičnih ovir, ki bi ob morebitnem napadu ustavila ali pa vsaj upočasnila sovražnika. Septembra je Rommel zaradi bolezni odpotoval na zdravljenje v Nemčijo spotoma pa se je odpravil še do Hitlerja s prošnjo naj mu zagotovi več tankov, ljudi in opreme. Od njega je odšel samo z obljubami.
Do glavnega napada je prišlo 23. oktobra ob 21:40, britansko topništvo je razredčene italijansko-nemške položaje zasulo z granatami iz več kot 800 topov. Medtem ko je na nemške položaje padala toča granat je v napad krenila britanska pehota katere naloga je bila, da očisti minska polja in napravi prehod za tanke. Odstranjevanje min se je zaradi močne nemške obrambe zavleklo v naslednjo noč. Ko je Rommel slišal za britanski napad se je iz Nemčije nemudoma vrnil na bojišče, za pot je potreboval dva dni in ko je prišel na bojišče je bilo že prepozno, britanski tanki so že prodrli do nemških in italijanskih položajev. Z različnimi manevri je poizkušal rešiti kar se je rešiti še dalo vendar je bilo britanskih tankov in pehote enostavno preveč. Drugega novembra je spoznal, da je bitka izgubljena zato je dva dni pozneje ukazal umik. Nemški Afriški korpus se je v paniki začel umikati proti zahodu pritem pa je za sabo puščal vse kar mu je bilo v breme vključno z italijanskimi divizijami z več tisoč vojaki. Po bitki za El Alamein so bili nemški armadi v severni Afriki šteti meseci. 

## Tunizijska kampanja
Britansko napredovanje se je ustavilo šele januarja 1943, potem ko so njihove enote prišle do nekdanje francoske obrambne linije Mareth v južni Tuniziji. S tem je vojna v severni Afriki prešla v zadnjo fazo imenovano Tunizijska kampanja.
Da bi zavezniki dokončno porazili sile osi v severni Afriki so 8. novembra 1942 izvedli operacijo Bakla v kateri so se anglo-ameriške enote izkrcale v francoskih kolonijah Maroko in Alžirija. Med izkrcanjem je prišlo do manjših bojev saj je bila kolonialna vlada zvesta Vichyju, v glavnem pa je operacija potekala brez večjih težav. Izkrcanje zaveznikov je povzročilo, da so francoske enote začele množično prestopat na stran zaveznikov, njihovo mesto v Tuniziji in Alžiriji pa so zasedle nemške in italijanske enote iz celine. Zaradi nejasnega političnega položaja francoskih kolonij je na zavezniški strani prišlo do zastojev pri napredovanju. Ta čas so izkoristili Nemci in svoje enote popolnili z orožjem in opremo, od njihovega orožja je še posebej izstopal novi tank Tiger I. Bližina letališč je Nemcem omogočala, da so imeli prevlado v zraku. Napredovanje zaveznikov v Tunizije je oviralo tudi slabo vreme, zimsko deževje je ceste spremenilo v blatne potoke v katerih se je zavezniško napredovanje ustavilo že po nekaj kilometrih, zato so bile vse ofenzive načrtovane za zimski čas odpovedane ali pa prestavljene. Februarja je prišlo do bitke za prelaz Kasserine v kateri je Rommlu uspelo premagati neizkušene ameriške in francoske čete. Čeprav je ta nato zmagal še v več manjših bitkah se je obroč okoli italijanskih in nemških enot začel vedno bolj ožiti. Njihova usoda je bila dokončno zapečatena marca, ko je britanska 8. armada na vzhodu Tunizije prebila obrambno linijo Mareth, temu preboju pa je aprila sledila še zavezniška ofenziva v zahodni Tuniziji. Boji so se končali 13. maja 1943 ko so se nemške in italijanske enote v brezizhodnem položaju dokončno predale, pritem je šlo v ujetništvo več kot 275.000 vojakov sil osi, v Italijo pa je uspelo zbežati le manjše število vojakov.
Poraz sil osi in izguba italijanskih kolonij je v Nemčiji in Italiji povzročila vojaško in politično krizo, ki je na koncu vodila do kapitulacije Italije, glavnega zaveznika Nemčije. Po zaključenih operacijah v Afriki zavezniki niso počivali ampak so začeli mrzlično pripravljati načrte za novo veliko operacijo, izkrcanje zavezniških čet na Siciliji in celinski Italiji.